# 顺州 (武德)
顺州，唐朝时设置的州。
唐高祖武德五年（622年），以愛州之安顺县置安州，治安顺县（今越南清化省清化县东南）。属交州總管府。辖境相当今越南清化省东南部清化一带。下轄安顺县、東河县（今越南清化省海洲）、建昌县（今越南清化省廣昌）、邊河县（今越南清化省春林）。武德七年（624年），属交州都督府。唐太宗贞观元年（627年），将顺州废入愛州，安顺县改属愛州，廢除東河县、建昌县、邊河县。